# Алжиро-саудовские отношения
Алжиро-саудовские отношения — двусторонние дипломатические и экономические отношения между двумя арабскими странами: Алжиром и Саудовской Аравией.

## Политические связи и история развития
Алжир имеет генеральное консульство в Джидде, а Саудовская Аравия имеет посольство в Алжире. Обе страны являются членами Лиги арабских государств и Организации стран — экспортёров нефти.
Саудовская Аравия активно поддерживала войну за независимость Алжира 1954 года, вследствие которой в стране была свергнута французская власть. 24 ноября 1986 года правительства обеих стран подписали страны подписали экономические и культурные соглашения. В марте 1987 года правитель Саудовской Аравии, Фахд ибн Абдул-Азиз Аль Сауд, встретился с Шадли Бенджедидом, президентом Алжира. В течение 1980-х годов алжирские студенты направлялись в учебные заведения Саудовской Аравии для обучения исламским наукам, что вдохновляло движение салафитов в Алжире.
Во время вторжения Ирака в Кувейт 1990 года Алжир не выступил против экспансии Ирака, что привело к напряжению отношений с Саудовской Аравией.
В отличие от других стран Арабской лиги, Алжир не поддержал оппозиционные группировки во время гражданской войны в Сирии, начавшейся в 2011 году[значимость факта?].

## Экономические отношения
В Алжире существует Саудовский фонд, созданный Саудовской Аравией. Существует также совместный комитет Алжира и Саудовской Аравии, задачей которого является организация встреч между представителями двух стран. В период с 1987 по 1990 года Алжир получал финансовую поддержку от Саудовской Аравии.
С 2012 года по настоящее время Саудовская Аравия инвестировала в развитие разных областей промышленности Алжира до 3,5 млрд саудовских риялов.